# Fred Sjöberg
Fred Christer Sjöberg, född 21 maj 1953 i Vaggeryd i Byarums församling i Jönköpings län är en svensk dirigent, sångare och musikadministratör. 

## Biografi
Fred Sjöberg är son till missionspastor Nils Sjöberg och Anna-Lisa, ogift Krantz, samt systerson till konstnären Olle Krantz. Han tillbringade sina skolår i Jönköping och är sångutbildad där för Elsa Löw-Sundahl innan han utbildade sig vid Kungliga Musikhögskolan i Stockholm. Han är dirigent för Örebro Kammarkör sedan 1983. Han är vicepresident i Europa Cantat, president i Europa Cantats Musikkommission, vicepresident i International Federation for Choral Music. Körambassadör för Sverige i InterKultur. Fred Sjöberg var dirigent för Världsungdomskören 1991 och 2005, Världskammarkören 1993 samt Europaungdomskören 1999. Sedan 2008 är han dirigent och konstnärlig ledare för Frankrikes Nationella Ungdomskör.[källa behövs]
Sjöberg var konstnärlig ledare för det nationella körprojektet Toner för Miljoner och var fram till 2005 chef för Körcentrum vid Rikskonserter. Han var också konstnärlig ledare för Lund International Choral Festival 2005–2006. 
2009 grundade han SWICCO, Swedish International Choral Centre, i Örebro som har sin bas inom Länsmusiken i Örebro AB. Fred Sjöberg är konstnärlig ledare för SWICCO.[källa behövs]
Sedan 2010 är han tillsammans med sin fru Gunnel Sjöberg församlingsmusiker i Betelkyrkan i Örebro. De är gifta sedan 1979.
Sedan 2016 är han chef för kulturskolan i Vingåkers kommun.

## Priser och utmärkelser
- 2000 – Årets körledare
- 2001 – Norrbymedaljen

## Diskografi
- 2002 – Du och jag (tillsammans med Gunnel Sjöberg)
- 2008 – Christ is Born (tillsammans med Gunnel Sjöberg)